# Olga Nethersole
Olga Isabella Nethersole, (18 de enero de 1866- 9 de enero de 1951) fue una actriz, productora de teatro, enfermera y educadora sanitaria inglesa en tiempos de guerra.

## Carrera profesional
Olga Isabella Nethersole nació en Londres, de ascendencia española por parte de su madre. Su padrastro fue Henry Nethersole, un abogado. Hizo su debut en el escenario en el Theatre Royal de Brighton en 1887. En 1888, Nethersole comenzó a interpretar papeles importantes en Londres, al principio con Rutland Barrington y John Hare en el Teatro Garrick.

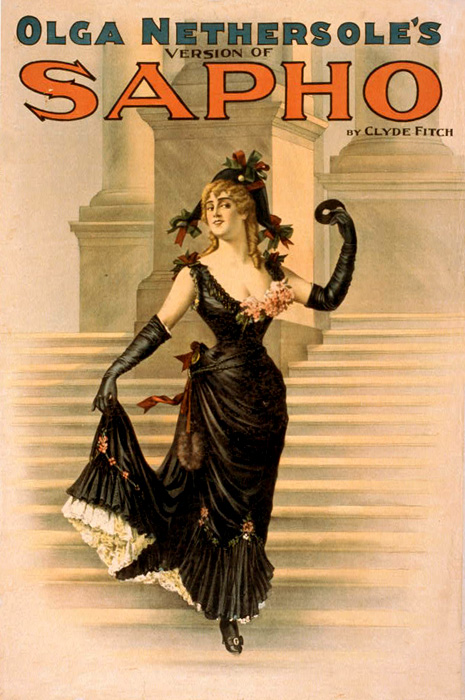
Cartel de la obra de Clyde Fitch, Sapho

Nethersole realizó una gira por Australia y los Estados Unidos interpretando papeles principales en obras modernas, en particular Sapho de Clyde Fitch, donde ella y su coprotagonista masculino, Hamilton Revelle, fueron arrestados por "violar la decencia pública" por lo que luego fue absuelta. Su poderosa actuación emocional, sin embargo, tuvo un gran efecto en algunas otras obras, como Carmen, en la que apareció nuevamente en Estados Unidos en 1906.
En 1904, Nethersole interpretó el papel principal en La seconde madame Tanqueray en el Odéon-Théâtre de l'Europe de París. Luego se presentó en el Théâtre Sarah-Bernhardt para participar en Magda, Sapho, Adrienne Lecouvreur, y una obra francesa de Eugène Scribe y Ernest Legouvé, Camille, que era una adaptación de una obra francesa La dama de las camelias, y The Spanish Gipsy, adaptación de la obra francesa Carmen de Mérimée de 1907. Cada verano, Nethersole pasaba una semana en la casa del dramaturgo Edmond Rostand en Cambo les Bains. En 1907, interpretó la obra de teatro La Samaritaine de Rostand, una versión en inglés, para representarla en Londres.  En una conferencia en el Théâtre de l'Athénée el 17 de noviembre de 1908, Robert Eude dijo que Olga Nethersole inventó el beso del alma (un beso especialmente largo, del que la actriz Maude Adams fue la grabadora).
Nethersole inspiró el personaje de "Miss Nethersoll", una bailarina estadounidense, en la novela francesa La Danseuse nue et la Dame a la licorne de Rachel Gaston-Charles (1908).

### Primera Guerra Mundial y años posteriores
Durante la Primera Guerra Mundial, Nethersole se desempeñó como enfermera en Londres y luego estableció la Liga Popular de Salud, por la cual recibió la Real Cruz Roja (RRC) en 1920. Combinó su trabajo teatral con el de la salud durante el resto de su vida. Fue nombrada Comandante de la Orden del Imperio Británico (CBE) en 1936.

## Muerte
El 9 de enero de 1951, Nethersole murió en Bournemouth, Inglaterra, a la edad de 84 años. Su hermano, Louis F. Nethersole, fue director teatral, productor y agente de prensa y ex marido de la actriz y cantante estadounidense Sadie Martinot.

## Papeles escénicos
- María Magdalena, 5 de diciembre de 1910 - diciembre de 1910
- The Writing on the Wall, 26 de abril de 1909 - mayo de 1909
- El Enigma, 8 de febrero de 1908 - 1 de marzo de 1908
- I Pagliacci, 8 de febrero de 1908 - 1 de marzo de 1908
- Safo, 1908